# Euploea reducta
Euploea reducta är en fjärilsart som beskrevs av Jurriaanse 1919. Euploea reducta ingår i släktet Euploea och familjen praktfjärilar. Inga underarter finns listade i Catalogue of Life.